# Weißkugel
Die Weißkugel (italienisch Palla Bianca) ist mit einer Höhe von 3738 m ü. A. nach der Wildspitze der zweithöchste Berg der Ötztaler Alpen. Er liegt an der Grenze zwischen dem österreichischen Bundesland Tirol und der italienischen Provinz Südtirol. Der leichteste Anstieg erfolgt als Hochtour von Hintereisjoch aus über den Südgrat.
Der heute gebräuchliche Name der Weißkugel beruht auf einer Missinterpretation des Endonyms Weißkogel. Als ein „Kogel“ wird in Tirol eine spezielle, kapuzenähnliche Form des Berggipfels bezeichnet. Aus diesem Grund sprechen manche auch von dem Weißkugel.
Die Aussicht von der Weißkugel ist aufgrund ihrer zentralen Lage eine der umfassendsten in den gesamten Alpen. Sie reicht von den Berner Alpen und einzelnen Gipfeln der Walliser Alpen im Westen über Glarner Alpen, Rätische Alpen und Berninagruppe, Ortler-Alpen, Brenta, Dolomiten und Großglockner bis zur Schobergruppe im Osten. Zuerst bestiegen wurde der Berg 1845 oder 1846 von den Schnalsern Johann Gurschler und Josef Weitthalm.

## Lage und Umgebung

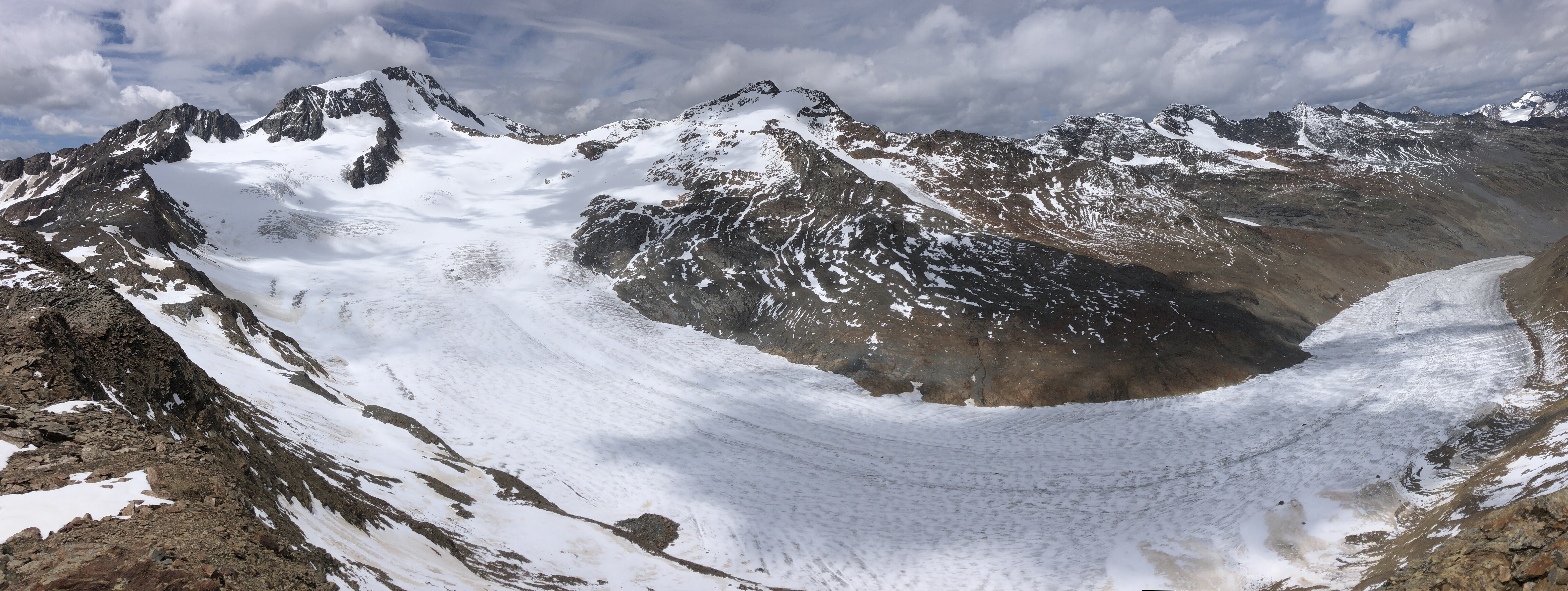
Innere Quellspitze, Hintereisjoch, Weißkugel, Weißkugeljoch, Langtauferer Spitze, Hochvernaglwand, Hintere und Mittlere Hintereisspitze, davor der Hintereisferner; gesehen vom Teufelsegg

Die vollständig von Gletschern umgebene Weißkugel liegt im Schnittpunkt des Schnals- und des Weißkamms. Im Osten liegt der ausgedehnte Hintereisferner, im Westen, jenseits des Hintereisjochs, auf 3460 Metern Höhe gelegen, der Matscher Ferner und im Norden der Langtauferer Ferner. Sie sendet nach Westen, Osten und Süden ausgeprägte Grate. Benachbarte Berge sind im Nordwesten der 3553 Meter hohe Innere Bärenbartkogel und im Nordosten, getrennt durch das Weißkugeljoch (3356 m) die Langtauferer Spitze mit 3528 Metern Höhe. Im Verlauf des Südgrats, über den der Normalweg für die Besteigung führt, liegt, getrennt durch das Hintereisjoch (3441 m), die Innere Quellspitze mit einer Höhe von 3514 Metern. Die nächste dauerhaft bewohnte Siedlung ist der Südtiroler Weiler Melag, der etwa sieben Kilometer Luftlinie nordwestlich im Langtauferer Tal liegt.

## Besteigungsgeschichte

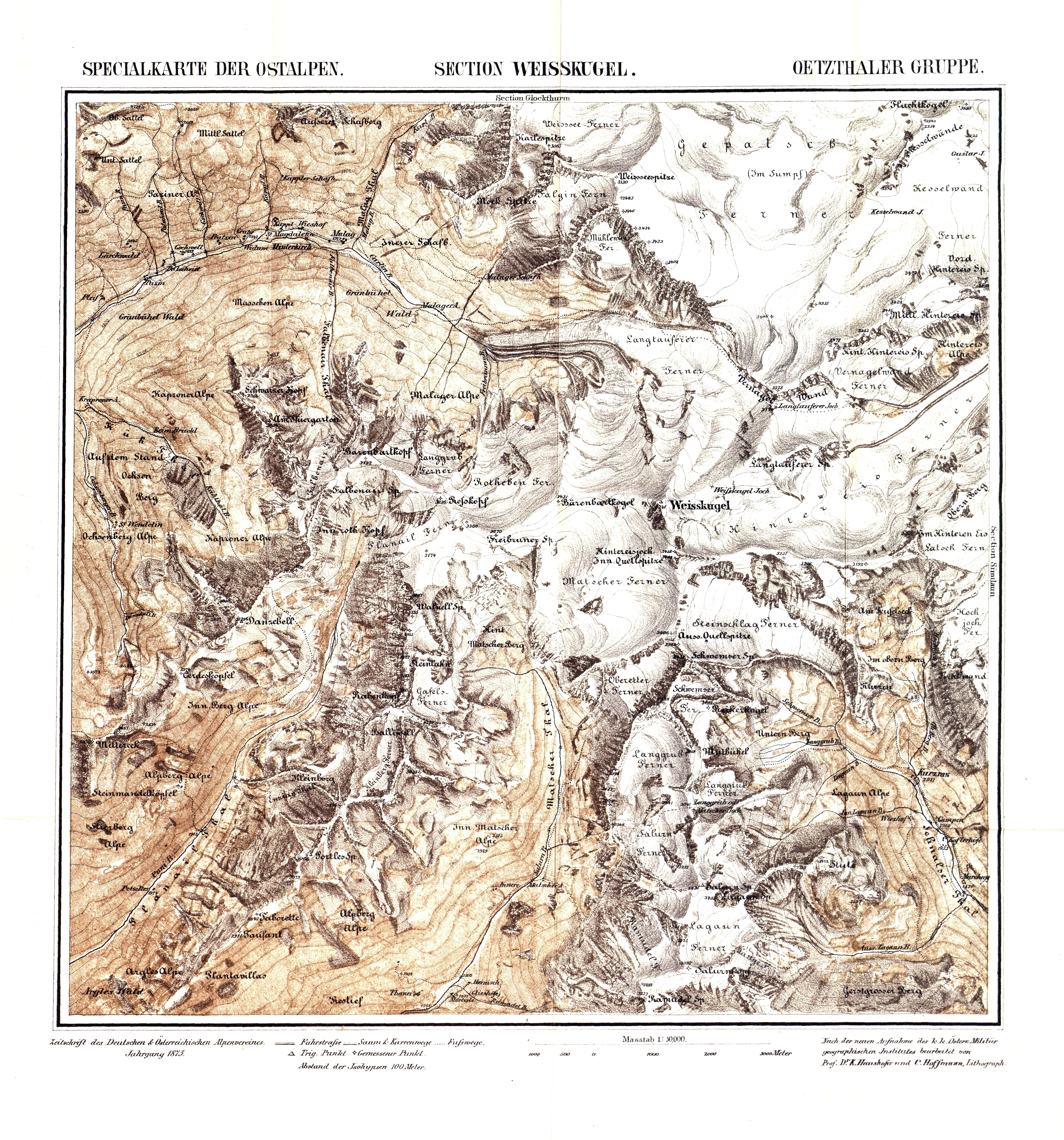
Specialkarte der Ostalpen Section Weisskugel, 1875

Im Jahr 1846 überschritt Erzherzog Johann von Österreich das nahe Hochjoch, erwähnte in seinen Aufzeichnungen mehrfach den auffälligen Hochgipfel und berichtete von der (vermutlich im Sommer 1845 erfolgten) Erstbesteigung durch die beiden Schnalser Träger Johann Gurschler und Josef Weitthalm: Sie waren vom Kurzhof hinauf auf den Steinschlagferner, auf den hinteren Eisferner in 2 Stunden, dann über den Ferner 2 Stunden, auf die Schneide drei Stunden. Sie hatten sich mit Stricken gebunden und mußten sich Staffeln aushauen; steil und klüftig der Aufgang. Oben blieben sie ½ Stunde, eilten dann in 5½ Stunden wieder hinab.
In einem Protokoll der k.k. Militär-Triangulation von 1854 galt der Berg, damals auch Hintere Wilde Eisspitz genannt, zwar als besteigbar, aber nur bei stabiler günstiger Wetterlage. Ein Versuch wurde nach elf Stunden aufgegeben, ein Vermessungssignal konnte nicht errichtet werden. 
Da der knappe Bericht des Erzherzogs Johann lange Zeit unbemerkt geblieben war, galt viele Jahre der Wiener Tourist Josef Anton Specht als Erstbesteiger. Diesem war es am 30. September 1861 gelungen, über den Südgrat den Gipfel zu erreichen. Über seine Begleiter und die genaue Aufstiegsroute finden sich allerdings widersprüchliche Versionen. Specht selbst hatte keine Berichte über seine Bergfahrten veröffentlicht, nur im ersten Fremdenbuch von Vent fand sich der Eintrag J. A. Specht aus Wien mit Nicodem und Leander Klotz von Rofen auf den Similaun und die Weisskugel. Theodor Petersen hingegen ordnete Specht eine andere Begleitergruppe und eine andere Aufstiegsroute zu: J. A. Specht [...] mit den Oetzthaler Führern Johann Raiffeiner und Leander Klotz, sowie einem Passeirer Bauern. Von Kurzras über den Steinschlagferner und Hintereisjoch auf und ab. Nach Franz Senns Touristenkalender schließlich war Specht in Begleitung der Führer J. Raffeiner, Toni Finailer und Leander Klotz.

## Touristische Erschließung
Der heutige Normalweg führt vom Hintereisjoch über den Südgrat zum Gipfel. Der leichteste Anstieg in der Schwierigkeit UIAA I bei normalen Verhältnissen. Verschiedene Schutzhütten können als Ausgangspunkt für die Besteigung der Weißkugel dienen (Gehzeiten laut Literatur):
- Brandenburger Haus über den Gepatschferner (Richterweg) in 4½ Stunden
- Rauhekopfhütte in sechs Stunden
- Hochjochhospiz über den Hintereisferner in fünf Stunden
- Schöne-Aussicht-Hütte (Schnalstal) am Steinschlagjoch vorbei in fünf Stunden
- Oberetteshütte (Matscher Tal) über den Matscher Ferner in vier Stunden
- Weißkugelhütte (Langtauferer Tal) über den Langtauferer Ferner in fünf Stunden